# Australian Championships 1956
Gli Australian Championships 1956 (conosciuto oggi come Australian Open) sono stati la 44ª edizione degli Australian Championships e prima prova stagionale dello Slam per il 1956. Si è disputato dal 20 al 30 gennaio 1956 sui campi in erba del Milton Courts di Brisbane in Australia. Il singolare maschile è stato vinto dall'australiano Lew Hoad, che si è imposto sul connazionale Ken Rosewall in 4 set. Il singolare femminile è stato vinto dall'australiana Mary Carter Reitano, che ha battuto la connazionale Thelma Coyne Long in 3 set. Nel doppio maschile si è imposta la coppia formata da Lew Hoad e Ken Rosewall, mentre nel doppio femminile hanno trionfato Mary Bevis Hawton e Thelma Coyne Long. Il doppio misto è stato vinto da Beryl Penrose e Neale Fraser.

## Risultati

### Singolare maschile
Lew Hoad ha battuto in finale  Ken Rosewall  6-4, 3-6, 6-4, 7-5

### Singolare femminile
Mary Carter Reitano ha battuto in finale  Thelma Coyne Long  3-6, 6-2, 9-7

### Doppio maschile
Lew Hoad /  Ken Rosewall hanno battuto in finale  Don Candy /  Mervyn Rose, 10-8, 13-11, 6-4

### Doppio femminile
Mary Bevis Hawton /  Thelma Coyne Long hanno  Mary Carter Reitano /  Beryl Penrose, 6-2, 5-7, 9-7

### Doppio misto
Beryl Penrose /  Neale Fraser hanno  Mary Bevis Hawton /  Roy Emerson, 6-2, 6-4